# Classe Alicudi
La classe Alicudi è stata una classe di due navi posareti della Marina Militare italiana. Le unità prendono il nome dalle isole di Alicudi e Filicudi.
Le navi erano dotate di generatori diesel e motori elettrici. La seconda venne ritirata dal servizio nel 1977 mentre la capoclasse restò in servizio fino al 1991; le navi vennero all'inizio largamente utilizzate tra gli anni settanta e ottanta.

## Navi
- "Alicudi" A5304, entrata in servizio l’11/07/1954 e dismessa il 30 aprile 1991[3]
- "Filicudi" A5305, entrata in servizio l'26/09/1954 e radiata il 01/11/1977[3].